# Четвертий інтернаціонал (посадистський)
Четве́ртий інтернаціона́л (посади́стський) (ісп. Cuarta Internacional Posadista) — троцькістська міжнародна організація, заснована 1962 року аргентинським комуністом Хуаном Посадасом (справжнє ім'я — Омеро Крісталлі), який у 1950-х очолював Латиноамериканське бюро об'єднаного Четвертого Інтернаціоналу. У період після розколу з Міжнародним секретаріатом Четвертого інтернаціоналу в 1962 році та до смерті Посадаса в 1981-му учасники організації розвинули власну течію комунізму — посади́зм — з низкою маргінальних ідей (зокрема щодо ядерної війни, прибульців і соціалізації дельфінів з людьми), що ставило їх у конфлікт з ортодоксальними лівими групами.
Посадизм вирізняється спробою впровадити елементи уфології до марксистської теорії. Посадисти стверджували, що лише комунізм здатний забезпечити потужний сталий розвиток міжпланетних подорожей, тож будь-які прибульці, які відвідують Землю за допомогою НЛО, повинні походити з високорозвинених комуністичних суспільств і потенційно допоможуть земним комуністам здійснити світову революцію.
Оригінальний інтернаціонал де-факто перестав існувати після смерті Хуана Посадаса 1981 року, але створений ним рух привернув увагу дослідників як унікальне й ексцентричне відгалуження від класичної троцькістської традиції. У XXI столітті він набув іронічної популярності в інтернет-культурі.

## Історія

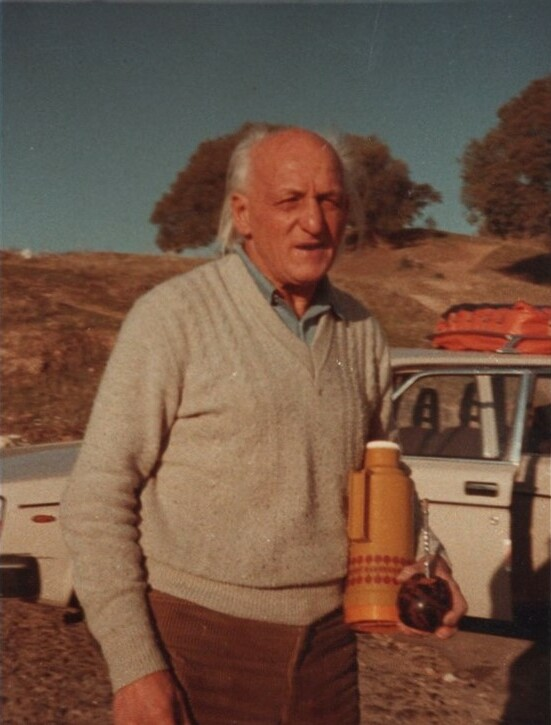
Хуан Посадас у 1980 році

Хуан Посадас був одним із провідних діячів післявоєнного троцькістського руху в Латинській Америці. Як лідер латиноамериканської секції об'єднаного Четвертого Інтернаціоналу, він координував впливові троцькістські групи у країнах регіону, зокрема в Аргентині, Бразилії, Болівії, Кубі, Мексиці, та в Уругваї. Після світового розколу троцькізму 1953 року Посадас зі своїми прибічниками спочатку підтримували позицію Мішеля Пабло та Міжнародного секретаріату Четвертого інтернаціоналу. Однак наприкінці 1950-х між посадистами й основною частиною інтернаціоналу назріли ідеологічні суперечності — зокрема, у 1959 році Посадас почав обстоювати тезу, що неминуча ядерна війна «очистить шлях для перемоги соціалізму». Ця виняткова позиція поглибила розбіжності з керівництвом інтернаціоналу, і в 1962 році група Посадаса остаточно відокремилась, проголосивши власний посадистський Четвертий інтернаціонал.
Новостворений інтернаціонал Посадаса спочатку мав прихильників у понад десятьох країнах світу. Також невеликі секції виникли в деяких європейських країнах, як-от Бельгія, Велика Британія, Греція, Італія, Іспанія та Франція. Посадас і його соратники в цілому дотримувалися традиційної троцькістської програми світової пролетарської революції і побудови соціалістичного суспільства. Посадисти були присутні в ліворадикальних рухах різних латиноамериканських країн: так, до їх лав попервах належав один із лідерів гватемальського Революційного руху 13 листопада Марко Антоніо Йон Соса. Вони також схвально поставилися до Кубинської революції 1959 року і певний час співпрацювали з рухом Фіделя Кастро. Утім, погляди Посадаса відштовхували його союзників. Наприкінці 1960-х кубинське керівництво відмежувалося від посадистів — сам Кастро засудив ідеї Посадаса, тим більше що останній відкрито закликав до розв'язання ядерної війни між США та СРСР, а посадисти агітували за похід на американську базу Ґуантанамо та поширювали чутки, що Кастро ув'язнив Че Ґевару.
Починаючи з середини 1960-х діяльність посадистського інтернаціоналу набуває дедалі більш ексцентричного характеру. У 1968 році Хуан Посадас опублікував памфлет «Літаючі тарілки, рух матерії та енергії, наука, революція та боротьба робітничого класу та соціалістичне майбутнє людства» (фр. Les soucoupes volantes, le processus de la matière et de l’énergie, la science, la lutte de classeset revolutionnaire et le future socialiste de l’humanité), в якому стверджував, що коли НЛО існує, то прибульці мусять мати соціальний устрій, який перевершує людський. Він писав, що прибульці, напевно, досягли такого рівня технологій завдяки побудові безконфліктного комуністичного суспільства, і що їхній приїзд на Землю має мирний характер та спрямований на спостереження. Посадас закликав світове робітництво встановити контакт із позаземними гостями, щоб ті втрутилися в людські справи — допомогли ліквідувати війни, голод і бідність, та прискорили всесвітню перемогу соціалізму.
Водночас сам Посадас дедалі авторитарніше керував інтернаціоналом. Він вимагав від членів повної відданості та запровадив в організації принцип «монолітності» — єдності думки, що виключала будь-яку критику або фракційну діяльність. Усіх незгодних лідер таврував «провокаторами» та виганяв із руху. Посадас також проголосив курс на так звану «революційну мораль», встановивши суворі аскетичні норми поведінки для своїх прибічників. Під загрозою виключення заборонялися сексуальні стосунки поза шлюбом, не схвалювалися навіть інтимні стосунки між подружжям, а гомосексуальність каралася негайним вигнанням. Посадас проповідував ідею, що в комуністичному суспільстві сексуальне бажання відживе своє, а з часом технології замінять потребу в статевому житті. Атмосфера жорсткої дисципліни, культ особи Посадаса і його екстраординарні вимоги поступово перетворили організацію на секту закритого типу. На початку 1970-х через репресивну політику режимів у Латинській Америці багато робітників і молоді покинули ряди посадистів, а 1975 року сам Посадас, охоплений параноєю, провів «чистку», вигнавши залишки інтелектуального керівного ядра руху. Ці події фактично призвели до розпаду міжнародної організації. 
Смерть Хуана Посадаса у 1981 році ознаменувала завершення активної діяльності посадистського інтернаціоналу. Організація після цього практично розпалася, залишивши по собі лише кілька ізольованих гуртків старих прибічників. На початку 1980-х невеликі групи посадистів продовжували діяти в Латинській Америці, але їхній вплив був мінімальним. Чи не єдиною секцією, що вижила та зберегла тяглість з посадистським інтернаціоналом, виявилася Революційна робітнича партія Уругваю, заснована ще 1944 року. У 1971 році ця уругвайська партія долучилася до лівої коаліції Широкий фронт (Frente Amplio). 

## Ідеологічні особливості посадизму
У своїх базових засадах посадизм спирається на класичні ідеї троцькізму, зокрема теорію перманентної революції, об'єднуючи їх з винятковими доктринальними положеннями, на кшталт месіанського ставлення до ядерної війни та віри в інопланетян-комуністів.

### Ядерна війна
Посадас уважав глобальну термоядерну війну не катастрофою, а прискореним шляхом до світового комунізму. На піку Холодної війни він стверджував, що збройне протистояння між капіталістичним і соціалістичним таборами неминуче, тому країни «табору соціалізму» повинні превентивно завдати ядерного удару по Заходу. На його думку, ядерний апокаліпсис знищить існуючий капіталістичний лад і бюрократичні режими, відкривши шлях до побудови справжнього безкласового суспільства.
Усвідомлюючи, що в ядерній війні загинуть мільйони, Посадас все ж вважав такі жертви виправданими. Він міркував, що оскільки численність робітничого класу у світі перевершує кількість капіталістів, то після взаємного знищення старих порядків уцілілі робітники «успадкують Землю» і встановлять соціалістичний лад на планеті. Посадас навіть виступав проти договору про часткову заборону ядерних випробувань.

### Уфологія
Іншим унікальним елементом посадистської доктрини стала впевненість в існуванні розвинених комуністичних цивілізацій на інших планетах та необхідності встановлення контакту з ними. Посадас виходив із того, що у Всесвіті з його мільярдами зірок обов'язково існує розумне життя, а отже — і суспільства, що випередили людство у розвитку. Він припускав, що всі технічно просунуті цивілізації неминуче мають бути миролюбними та безкласовими, адже для опанування міжзоряних перельотів потрібна така економіка достатку та суспільна єдність, яких можна досягти лише за комунізму. Він робив висновок, що якщо «літаючі тарілки» відвідують Землю, то їхні екіпажі — це комуністи з іншої планети, які прибули з суто науковою місією і не мають ворожих намірів. Щобільше, Посадас переконував, що земні революціонери повинні не боятися прибульців, а налагодити з ними зв'язок і закликати допомогти у визволенні людства від лиха капіталізму. Він пропонував звернутися до можливих позаземних гостей із закликом спільно ліквідувати війну, бідність і експлуатацію, фактично залучивши інопланетні комуністичні сили до здійснення світової революції.
Хоча після 1968 року сам Посадас більше не публікував робіт на тему НЛО, ця ідея вкорінилась у його послідовників. Деякі з них (наприклад, Данте Міназзолі, Пауль Шульц і Вернер Ґрундманн) продовжували серйозно займатися уфологією, тоді як інші дистанціювалися від таких крайнощів, наполягаючи, що інтерес Посадаса до прибульців був перебільшено роздутий критиками.

### Соціалізація людини та дельфіна

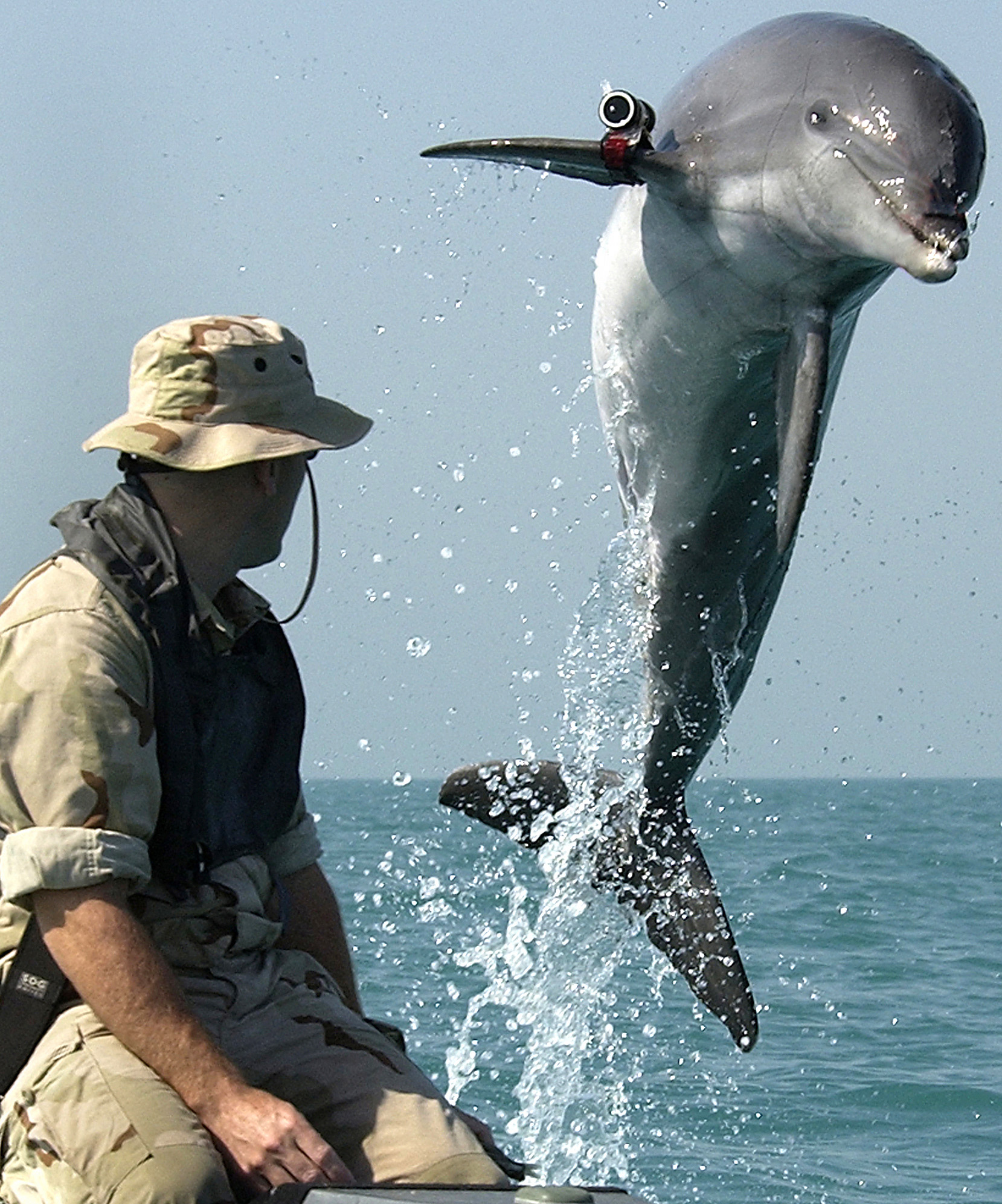
Людина та дельфін

У 1970-х роках, на схилі життя, Посадас розвинув незвичайну тезу про дельфінів як високоінтелектуальних істот, що здатні стати частиною майбутнього комуністичного суспільства. Він вважав, що за соціалізму людство досягне гармонії з природою і тваринним світом, налагодивши міжвидове спілкування на новому рівні. У квітні 1978 року Посадас опублікував працю «Відносини з тваринами та соціалізм» (англ. The relationship with the animals and socialism), де стверджував, що люди вже «багато спілкуються з тваринами… і набагато більше з дельфіном». За Посадасом, нинішні суспільні бар'єри заважають повнішому установленню контакту з тваринним світом, але «коли інтелект комуністичного суспільства утвердиться, він випромінюватиметься в усі боки та до всіх тварин». 
Посадас приділяв особливу увагу дельфінам, розглядаючи їх як надзвичайно розумних істот, потенційно здатних до телепатичного контакту з людьми. В останні роки життя він дійшов висновку, що дельфіни можуть встановлювати з людьми телепатичний зв’язок, а відтак закликав до експериментів на кшталт народження дітей у водному середовищі, щоб зміцнити взаєморозуміння між видом Homo sapiens і цими морськими ссавцями. Він захоплювався працями радянського дослідника Ігоря Чарковського, який проводив експерименти з «водними пологами» за участю дельфінів. Посадас вважав, що досвід спілкування дельфінів з породіллями може дати людству знання, необхідні для розмноження в космосі (в умовах невагомості) та для загального поступу науки. 
У своїх пізніх текстах і виступах Посадас все частіше змальовував картину післяреволюційного світу, де люди й дельфіни співіснують у тісній співпраці. Він пророкував встановлення своєрідної «соціалізації людини та дельфіна» — включення дельфінів до комуністичного суспільства на правах активних учасників історичного процесу. Дельфіни, за Посадасом, мали б посісти помітне місце у новому соціальному ладі: їхня гра, комунікаційні здібності та миролюбність розглядалися як приклад гармонійних стосунків, до яких прагне соціалізм. Посадас припускав, що в майбутньому дельфіни зможуть жити поруч із людьми, оскільки розвиток телепатії та спільного середовища існування усуне межу між видом людини та розумними морськими ссавцями.

## Організаційна культура
Внутрішнє життя посадистського Четвертого інтернаціоналу мало риси суворої секти. Відданість справі революції у них поєднувалася з майже релігійною вірою в непогрішність лідера. Посадас вимагав від кадрів повного підпорядкування так званій «революційній моралі», що на практиці означало його повну владу над усіма аспектами життя членів. 
Посадас особисто санкціонував виключення багатьох досвідчених товаришів, оголошуючи їх «агентами імперіалізму» за найменші прояви критики. Він також втручався у приватне життя членів, запровадивши заборони, нетипові навіть для інших лівих угруповань: під осуд підпадали позашлюбні зв'язки, секс без мети зачаття, а особливо — будь-які прояви гомосексуальності. На думку Посадаса, революціонер мав бути аскетом, повністю зосередженим на боротьбі. Він проголошував, що в майбутньому комуністичному суспільстві потреба в сім'ї та сексуальних стосунках відпаде, поступившись місцем «вищим формам товариськості», і що навіть почуття гумору та жарти втратять сенс у новому світі без протиріч.
Репресивні установки Посадаса привели до того, що до середини 1970-х років майже всі досвідчені теоретики та більшість робітничих активістів покинули посадистський рух або були з нього вигнані.

## Спадщина
Попри свою маргінальність, постать Посадаса і його ідеї привернули до себе увагу як унікальне явище в політичній думці. У XXI столітті посадизм здобув неочікувану популярність у молодіжному інтернет-середовищі, де образ «комуніста-уфолога» став джерелом іронічних мемів. У соцмережах з'явилися жартівливі спільноти на кшталт «Міжгалактична робітнича ліга — Посадисти» та пародійні відсилки до посадистської символіки (літаючі тарілки, дельфіни, грибоподібні хмари ядерних вибухів). Водночас у самій Аргентині й Уругваї невеликі групи старих посадистів і далі видають друковані матеріали, зберігаючи ідеї свого натхненника для історії.  
Дослідники відзначають своєрідність і суперечливість досвіду посадистського руху. На їхню думку, Посадас був щирим й ідейним організатором, який, утім, загруз у маргінальних, ексцентричних ідеях і довів свій рух до сектантського застою. Нині посадистський посадистський Четвертий інтернаціонал оцінюється як своєрідний історичний феномен: радикальна й широко екстравагантна девіація від класичної троцькістської традиції. Посадизм зберігає інтерес дослідників як приклад того, як революційна доктрина може перетворитися на маргінальний ідеологічний експеримент. 